# Nus bleus

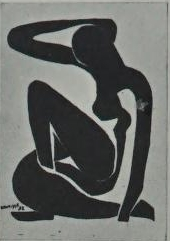
Nu bleu I

Les Nus bleus sont quatre tableaux réalisés par l'artiste français Henri Matisse au printemps 1952 à l'hôtel Regina de Nice, dans les Alpes-Maritimes. Composés à partir de papiers gouachés en bleu, puis découpés et collés sur du papier clair marouflé sur toile, ils représentent tous une femme nue assise levant son bras droit derrière sa tête. Le premier à avoir été entamé est Nu bleu IV, qui est aussi le dernier à avoir été terminé. Aujourd'hui conservé au musée Matisse de Nice, il a permis, pendant le travail de plusieurs semaines nécessaire à sa réalisation, l'exécution des trois autres en quelques heures. Ces derniers sont conservés à la fondation Beyeler de Riehen pour Nu bleu I et au musée national d'Art moderne de Paris pour Nu bleu II et Nu bleu III.

## Postérité
Le peintre péruvien Herman Braun-Vega s'est approprié à plusieurs reprises les Nus bleus de Matisse, notamment dans un tableau consacré à la double relation d'amitié et de rivalité entre Picasso et Matisse où il représente Matisse en train de peindre l'un de ses Nus bleus, mais aussi dans des tableaux soulignant l'influence de Gauguin sur Matisse comme Lumière tahitienne (Matisse) et Crépuscule tahitien (Gauguin, Matisse), ou encore dans certaines natures mortes comme Nature morte avec femme bleue (Matisse), Sol y sombra (Matisse et Picasso) et Femme Fleur (Matisse).